# Copa do Mundo de Futebol Feminino Sub-20 de 2024
A Copa do Mundo de Futebol Feminino Sub-20 de 2024 foi a décima primeira edição do torneio realizado sob chancela da Federação Internacional de Futebol (FIFA), sendo restrito a jogadoras com idade máxima de 20 anos. Foi realizado na Colômbia entre 31 de agosto e 22 de setembro, tendo como novidade a ampliação do formato para 24 seleções participantes.
A Colômbia foi anunciada como anfitriã do torneio após reunião do Conselho da FIFA em 25 de junho de 2023 em Zurique, na Suíça.
A Coreia do Norte conquistou seu terceiro título na categoria ao vencer o Japão, que chegou na final pela segunda edição consecutiva, por 1–0. Na disputa pelo terceiro lugar, os Estados Unidos venceram os Países Baixos por 2–1, após a prorrogação.

## Expansão
Em 4 de outubro de 2023, a FIFA anunciou a expansão da competição para de 16 para 24 participantes. A distribuição das vagas foi feita da seguinte forma e reflete o que acontece no torneio masculino:
- AFC (Ásia): 4 vagas
- CAF (África): 4 vagas
- CONCACAF (América do Norte, América Central e Caribe): 4 vagas
- CONMEBOL (América do Sul): 5 vagas (incluindo o país-anfitrião)
- OFC (Oceania): 2 vagas
- UEFA (Europa): 5 vagas

## Seleções qualificadas
Um total de 24 seleções se qualificaram para o torneio final, sendo que a nação anfitriã, a Colômbia, já tinha vaga garantida automaticamente. As demais 23 seleções advieram de torneios continentais realizados pelas seis confederações do futebol associadas à FIFA.
| Confederação                                  | Torneio qualificatório                         | Seleção         | Aparição | Última | Melhor resultado anterior                           |
| --------------------------------------------- | ---------------------------------------------- | --------------- | -------- | ------ | --------------------------------------------------- |
| AFC (Ásia)                                    | Copa da Ásia Sub-20 de 2024                    | Austrália       | 5ª       | 2022   | Quartas de final (2002, 2004)                       |
| AFC (Ásia)                                    | Copa da Ásia Sub-20 de 2024                    | Coreia do Norte | 8ª       | 2018   | Campeão (2006, 2016)                                |
| AFC (Ásia)                                    | Copa da Ásia Sub-20 de 2024                    | Coreia do Sul   | 7ª       | 2022   | Terceiro lugar (2010)                               |
| AFC (Ásia)                                    | Copa da Ásia Sub-20 de 2024                    | Japão           | 8ª       | 2022   | Campeão (2018)                                      |
| CAF (África)                                  | Torneio Qualificatório Africano Sub-20 de 2024 | Camarões        | 1ª       | —      | Estreante                                           |
| CAF (África)                                  | Torneio Qualificatório Africano Sub-20 de 2024 | Gana            | 7ª       | 2022   | Fase de grupos (2010, 2012, 2014, 2016, 2018, 2022) |
| CAF (África)                                  | Torneio Qualificatório Africano Sub-20 de 2024 | Marrocos        | 1ª       | —      | Estreante                                           |
| CAF (África)                                  | Torneio Qualificatório Africano Sub-20 de 2024 | Nigéria         | 11ª      | 2022   | Vice-campeão (2010, 2014)                           |
| CONCACAF (América do Norte, Central e Caribe) | Campeonato da CONCACAF Sub-20 de 2023          | Canadá          | 9ª       | 2022   | Vice-campeão (2002)                                 |
| CONCACAF (América do Norte, Central e Caribe) | Campeonato da CONCACAF Sub-20 de 2023          | Costa Rica      | 4ª       | 2022   | Fase de grupos (2010, 2014, 2022)                   |
| CONCACAF (América do Norte, Central e Caribe) | Campeonato da CONCACAF Sub-20 de 2023          | Estados Unidos  | 11ª      | 2022   | Campeão (2002, 2008, 2012)                          |
| CONCACAF (América do Norte, Central e Caribe) | Campeonato da CONCACAF Sub-20 de 2023          | México          | 10ª      | 2022   | Quartas de final (2010, 2012, 2016, 2022)           |
| CONMEBOL (América do Sul)                     | País sede                                      | Colômbia        | 3ª       | 2022   | Quarto lugar (2010)                                 |
| CONMEBOL (América do Sul)                     | Campeonato Sul-Americano Sub-20 de 2024        | Argentina       | 4ª       | 2012   | Fase de grupos (2006, 2008, 2012)                   |
| CONMEBOL (América do Sul)                     | Campeonato Sul-Americano Sub-20 de 2024        | Brasil          | 11ª      | 2022   | Terceiro lugar (2006, 2022)                         |
| CONMEBOL (América do Sul)                     | Campeonato Sul-Americano Sub-20 de 2024        | Paraguai        | 3ª       | 2018   | Fase de grupos (2014, 2018)                         |
| CONMEBOL (América do Sul)                     | Campeonato Sul-Americano Sub-20 de 2024        | Venezuela       | 2ª       | 2016   | Fase de grupos (2016)                               |
| OFC (Oceania)                                 | Campeonato Sub-19 da OFC de 2023               | Fiji            | 1ª       | —      | Estreante                                           |
| OFC (Oceania)                                 | Campeonato Sub-19 da OFC de 2023               | Nova Zelândia   | 9ª       | 2022   | Quartas de final (2014)                             |
| UEFA (Europa)                                 | Campeonato Europeu Sub-19 de 2023              | Alemanha        | 11ª      | 2022   | Campeão (2004, 2010, 2014)                          |
| UEFA (Europa)                                 | Campeonato Europeu Sub-19 de 2023              | Áustria         | 1ª       | —      | Estreante                                           |
| UEFA (Europa)                                 | Campeonato Europeu Sub-19 de 2023              | Espanha         | 5ª       | 2022   | Campeão (2022)                                      |
| UEFA (Europa)                                 | Campeonato Europeu Sub-19 de 2023              | França          | 9ª       | 2022   | Vice-campeão (2016)                                 |
| UEFA (Europa)                                 | Campeonato Europeu Sub-19 de 2023              | Países Baixos   | 3ª       | 2022   | Quarto lugar (2022)                                 |

## Sedes
Em 20 de fevereiro de 2024, foram anunciadas as cidades-sede.
| Bogotá Cáli Medellín | Bogotá Cáli Medellín           | Medellín                  |
| -------------------- | ------------------------------ | ------------------------- |
| Bogotá Cáli Medellín | Bogotá Cáli Medellín           | Estádio Atanasio Girardot |
| Bogotá Cáli Medellín | Bogotá Cáli Medellín           | Capacidade: 44 826        |
| Bogotá Cáli Medellín | Bogotá Cáli Medellín           |                           |
| Bogotá               | Bogotá                         | Cáli                      |
| Estádio El Campín    | Estádio Metropolitano de Techo | Estádio Pascual Guerrero  |
| Capacidade: 39 512   | Capacidade: 10 000             | Capacidade: 37 000        |
|                      |                                |                           |

## Arbitragem
As seguintes árbitras foram designadas para o torneio:
| Árbitro                  | Assistentes                                    |     |     |
| AFC                      | AFC                                            | AFC | AFC |
| ------------------------ | ---------------------------------------------- | --- | --- |
| KGZ Veronika Bernatskaia | KGZ Ramina Tsoi THA Nuannid Donjangreed        |     |     |
| CHN Dong Fangyu          | CHN Xie Lijun CHN Bao Mengxiao                 |     |     |
| KOR Oh Hyeon-jeong       | KOR Kim Kyoung-min THA Supawan Hinthong        |     |     |
| AUS Casey Relbelt        |                                                |     |     |
| CAF                      |                                                |     |     |
| CIV Akissi Konan         | CMR Carine Fomo BDI Fides Bangurambona         |     |     |
| EGY Shahenda El-Maghrabi | MAR Soukaina Hamdi ALG Asma Ouahab             |     |     |
| TOG Vincentia Amedome    |                                                |     |     |
| CONCACAF                 |                                                |     |     |
| GUA Astrid Gramajo       | GUA Iris Vail GUA Sherly Socop                 |     |     |
| MEX Karen Hernández      | MEX Jéssica Morales MEX Elva Gutiérrez         |     |     |
| USA Natalie Simon        | USA Meghan Mullen USA Kali Smith               |     |     |
| TRI Crystal Sobers       | TRI Carissa Douglas-Jacob TRI Melissa Nicholas |     |     |
| MEX Lizzet García        |                                                |     |     |

| Árbitro                        | Assistentes                               |          |          |          |
| CONMEBOL                       | CONMEBOL                                  | CONMEBOL | CONMEBOL | CONMEBOL |
| ------------------------------ | ----------------------------------------- | -------- | -------- | -------- |
| COL María Victoria Daza        | COL Mayra Sánchez COL Eliana Ortiz        |          |          |          |
| URU Anahí Fernández            | URU Daiane Fernández URU Belén Clavijo    |          |          |          |
| CHI Dione Rissios              | CHI Marcia Castillo CHI Leslie Vásquez    |          |          |          |
| ECU Marcelly Zambrano          | ECU Viviana Segura ECU Stefania Paguay    |          |          |          |
| ECU Susana Corella             |                                           |          |          |          |
| UEFA                           |                                           |          |          |          |
| ROU Iuliana Demetrescu         | UKR Svitlana Grushko AUT Amina Gutschi    |          |          |          |
| ITA Maria Sole Ferrieri Caputi | ITA Tiziana Trasciatti POR Andreia Sousa  |          |          |          |
| ESP Marta Huerta de Aza        | ESP Guadalupe Porras ESP Eliana Fernández |          |          |          |
| CRO Ivana Martinčić            | CRO Maja Petravić SVN Staša Špur          |          |          |          |
| MKD Ivana Projkovska           | SUI Linda Schmid FRA Camille Soriano      |          |          |          |

Pela primeira vez em um torneio entre seleções nacionais, o Football Video Support (FVS) foi implementado. O sistema FVS não usa árbitros assistentes de vídeo (VAR) e entra em ação quando o treinador principal de cada equipe pede uma permissão para fazer solicitações de revisão de vídeo. O número de solicitações que os treinadores podem realizar durante a partida é limitado (dois) com uma solicitação adicional em caso de prorrogação.

## Sorteio
O sorteio para a composição dos grupos foi realizado em 5 de junho de 2024 no Hall 74 em Bogotá, capital da Colômbia. As 24 equipes foram alocadas através dos potes com base em seus desempenhos nas últimas cinco Copas do Mundo Femininas Sub-20 (torneios mais recentes com maior peso), com pontos de bônus concedidos aos campeões das confederações, para serem divididas em seis grupos de quatro equipes. A anfitriã Colômbia foi automaticamente alocada para o Pote 1 e colocada na primeira posição do Grupo A. Equipes da mesma confederação não poderiam se enfrentar na primeira fase.
| Pote 1                                                                       | Pote 2                                                                       | Pote 3                                                             | Pote 4                                                          |
| ---------------------------------------------------------------------------- | ---------------------------------------------------------------------------- | ------------------------------------------------------------------ | --------------------------------------------------------------- |
| - Colômbia (como A1) - Espanha - Japão - França - Coreia do Norte - Alemanha | - Nigéria - Brasil - México - Estados Unidos - Países Baixos - Nova Zelândia | - Coreia do Sul - Gana - Canadá - Austrália - Paraguai - Argentina | - Venezuela - Áustria - Camarões - Marrocos - Costa Rica - Fiji |

## Fase de grupos
As vencedoras e as segundas colocadas de cada grupo avançam para as quartas de final, além das quatro melhores equipes terceiro colocadas.
Critérios de desempate
Os critérios para desempate é determinado da seguinte forma:
1. Pontos em confrontos diretos entre equipes empatadas;
2. Diferença de gols em confrontos diretos entre equipes empatadas;
3. Gols marcados em confrontos diretos entre equipes empatadas;
4. Pontos de fair play em todos os jogos do grupo:
  1. Primeiro cartão amarelo: menos 1 ponto;
  2. cartão vermelho indireto (segundo cartão amarelo): menos 3 pontos;
  3. cartão vermelho direto: menos 4 pontos;
  4. cartão amarelo e cartão vermelho direto: menos 5 pontos;
5. Sorteio

Todas as partidas seguem o fuso horário local (UTC−5).

### Grupo A
| Pos | Equipe    | Pts | J | V | E | D | GP | GC | SG | Classificado |
| --- | --------- | --- | - | - | - | - | -- | -- | -- | ------------ |
| 1   | Colômbia  | 9   | 3 | 3 | 0 | 0 | 4  | 0  | +4 | Fase final   |
| 2   | México    | 4   | 3 | 1 | 1 | 1 | 4  | 3  | +1 | Fase final   |
| 3   | Camarões  | 4   | 3 | 1 | 1 | 1 | 4  | 3  | +1 | Fase final   |
| 4   | Austrália | 0   | 3 | 0 | 0 | 3 | 0  | 6  | −6 |              |

| 31 de agosto | Camarões     | 2 – 2     | México                   | Estádio El Campín, Bogotá                        |
| 15:00        | Eto 52', 85' | Relatório | García 3' · Saldívar 40' | Público: 18 110 Árbitro: ESP Marta Huerta de Aza |

| 31 de agosto | Colômbia                   | 2 – 0     | Austrália | Estádio El Campín, Bogotá                    |
| 18:00        | Y. López 58' · Caicedo 76' | Relatório |           | Público: 32 127 Árbitro: CRO Ivana Martinčić |

| 3 de setembro | México                    | 2 – 0     | Austrália | Estádio El Campín, Bogotá                      |
| 17:00         | Servín 57' · Lomelí 90+1' | Relatório |           | Público: 15 415 Árbitro: ECU Marcelly Zambrano |

| 3 de setembro | Colômbia  | 1 – 0     | Camarões | Estádio El Campín, Bogotá                               |
| 20:00         | Muñoz 68' | Relatório |          | Público: 30 644 Árbitro: ITA Maria Sole Ferrieri Caputi |

| 6 de setembro | México | 0 – 1     | Colômbia       | Estádio Atanasio Girardot, Medellín             |
| 17:00         |        | Relatório | Espitaleta 38' | Público: 35 837 Árbitro: ROU Iuliana Demetrescu |

| 6 de setembro | Austrália | 0 – 2     | Camarões                   | Estádio El Campín, Bogotá                 |
| 17:00         |           | Relatório | Toko Njoya 45+4' · Eto 61' | Público: 3 035 Árbitro: USA Natalie Simon |

### Grupo B
| Pos | Equipe | Pts | J | V | E | D | GP | GC | SG  | Classificado |
| --- | ------ | --- | - | - | - | - | -- | -- | --- | ------------ |
| 1   | Brasil | 9   | 3 | 3 | 0 | 0 | 14 | 0  | +14 | Fase final   |
| 2   | França | 4   | 3 | 1 | 1 | 1 | 14 | 6  | +8  | Fase final   |
| 3   | Canadá | 4   | 3 | 1 | 1 | 1 | 12 | 5  | +7  | Fase final   |
| 4   | Fiji   | 0   | 3 | 0 | 0 | 3 | 0  | 29 | −29 |              |

| 31 de agosto | França                         | 3 – 3     | Canadá                               | Estádio Atanasio Girardot, Medellín     |
| 15:00        | Scannapiéco 8', 49' · Diaz 67' | Relatório | Rose 4' · Markesini 22' · Chukwu 84' | Público: 4 548 Árbitro: CHN Dong Fangyu |

| 31 de agosto | Brasil | 9 – 0     | Fiji | Estádio Atanasio Girardot, Medellín        |
| 18:00        | Lara 4' · Vitória Amaral 9', 24' · Vendito 27', 28' · Priscila 49' (pen) · Milena 77' · Fernanda 82' · Gisele 86' | Relatório |      | Público: 3 424 Árbitro: TRI Crystal Sobers |

| 3 de setembro | França | 0 – 3     | Brasil                         | Estádio Atanasio Girardot, Medellín        |
| 17:00         |        | Relatório | Vendito 7', 19' · Priscila 75' | Público: 4 884 Árbitro: KOR Oh Hyeon-jeong |

| 3 de setembro | Fiji | 0 – 9     | Canadá                                                                           | Estádio Atanasio Girardot, Medellín            |
| 20:00         |      | Relatório | Smith 7', 28' · Chukwu 24', 34', 41' · Briggs 32', 35' · Ottey 54' · McBride 67' | Público: 697 Árbitro: EGY Shahenda El-Maghrabi |

| 6 de setembro | Fiji | 0 – 11    | França | Estádio Atanasio Girardot, Medellín         |
| 20:00         |      | Relatório | Lejeune 2' · Joseph 10', 45+3', 55', 80' · Neller 14' · Rekha 15' (g.c.) · Haugou 41' (pen) · Scannapiéco 49', 54' · Mé. Mendy 90+5' (pen) | Público: 434 Árbitro: ECU Marcelly Zambrano |

| 6 de setembro | Canadá | 0 – 2     | Brasil                    | Estádio El Campín, Bogotá                              |
| 20:00         |        | Relatório | Vendito 35' · Carol 90+9' | Público: 4 351 Árbitro: ITA Maria Sole Ferrieri Caputi |

### Grupo C
| Pos | Equipe         | Pts | J | V | E | D | GP | GC | SG | Classificado |
| --- | -------------- | --- | - | - | - | - | -- | -- | -- | ------------ |
| 1   | Espanha        | 9   | 3 | 3 | 0 | 0 | 5  | 0  | +5 | Fase final   |
| 2   | Estados Unidos | 6   | 3 | 2 | 0 | 1 | 9  | 1  | +8 | Fase final   |
| 3   | Paraguai       | 3   | 3 | 1 | 0 | 2 | 2  | 9  | −7 |              |
| 4   | Marrocos       | 0   | 3 | 0 | 0 | 3 | 0  | 6  | −6 |              |

| 1 de setembro | Espanha    | 1 – 0     | Estados Unidos | Estádio Pascual Guerrero, Cáli              |
| 15:00         | Enrique 8' | Relatório |                | Público: 9 979 Árbitro: URU Anahí Fernández |

| 1 de setembro | Paraguai              | 2 – 0     | Marrocos | Estádio Pascual Guerrero, Cáli                 |
| 18:00         | Acosta 37', 56' (pen) | Relatório |          | Público: 6 148 Árbitro: ROU Iuliana Demetrescu |

| 4 de setembro | Espanha          | 2 – 0     | Paraguai | Estádio Pascual Guerrero, Cáli          |
| 17:00         | Amezaga 20', 37' | Relatório |          | Público: 2 366 Árbitro: CHN Dong Fangyu |

| 4 de setembro | Marrocos | 0 – 2     | Estados Unidos                | Estádio Pascual Guerrero, Cáli                  |
| 20:00         |          | Relatório | McCormack 48' · Dahlien 90+6' | Público: 1 882 Árbitro: COL María Victoria Daza |

| 7 de setembro | Marrocos | 0 – 2     | Espanha                 | Estádio Pascual Guerrero, Cáli             |
| 18:00         |          | Relatório | Aparicio 5' · Moral 89' | Público: 2 851 Árbitro: KOR Oh Hyeon-jeong |

| 7 de setembro | Estados Unidos                                                                  | 7 – 0     | Paraguai | Estádio Metropolitano de Techo, Bogotá       |
| 18:00         | Tordin 10', 12', 67' · Thompson 29' · McCormack 44' · Sentnor 52' · Dahlien 83' | Relatório |          | Público: 2 358 Árbitro: MKD Ivana Projkovska |

### Grupo D
| Pos | Equipe        | Pts | J | V | E | D | GP | GC | SG | Classificado |
| --- | ------------- | --- | - | - | - | - | -- | -- | -- | ------------ |
| 1   | Alemanha      | 6   | 3 | 2 | 0 | 1 | 8  | 4  | +4 | Fase final   |
| 2   | Nigéria       | 6   | 3 | 2 | 0 | 1 | 6  | 3  | +3 | Fase final   |
| 3   | Coreia do Sul | 4   | 3 | 1 | 1 | 1 | 1  | 1  | 0  | Fase final   |
| 4   | Venezuela     | 1   | 3 | 0 | 1 | 2 | 2  | 9  | −7 |              |

| 1 de setembro | Alemanha                                                           | 5 – 2     | Venezuela                           | Estádio Metropolitano de Techo, Bogotá    |
| 15:00         | Steiner 15' · Bender 38' (pen), 45+6' · Nachtigall 44' · Zicai 56' | Relatório | Adamczyk 43' (g.c.) · Apóstol 90+5' | Público: 1 971 Árbitro: USA Natalie Simon |

| 1 de setembro | Nigéria       | 1 – 0     | Coreia do Sul | Estádio Metropolitano de Techo, Bogotá    |
| 18:00         | Sabastine 86' | Relatório |               | Público: 870 Árbitro: MEX Karen Hernández |

| 4 de setembro | Alemanha                                | 3 – 1     | Nigéria        | Estádio Metropolitano de Techo, Bogotá     |
| 17:00         | Şehitler 17' · Zdebel 61' · Ernst 90+3' | Relatório | Okwuchukwu 50' | Público: 1 393 Árbitro: GUA Astrid Gramajo |

| 4 de setembro | Coreia do Sul | 0 – 0     | Venezuela | Estádio Metropolitano de Techo, Bogotá     |
| 20:00         |               | Relatório |           | Público: 1 680 Árbitro: TRI Crystal Sobers |

| 7 de setembro | Coreia do Sul      | 1 – 0     | Alemanha | Estádio Metropolitano de Techo, Bogotá      |
| 15:00         | Park Soo-jeong 22' | Relatório |          | Público: 1 987 Árbitro: URU Anahí Fernández |

| 7 de setembro | Venezuela | 0 – 4     | Nigéria                                                      | Estádio Pascual Guerrero, Cáli                  |
| 15:00         |           | Relatório | Bello 16' · Okwuchukwu 28' · Sabastine 45+5' · Igbokwe 90+4' | Público: 1 693 Árbitro: ESP Marta Huerta de Aza |

### Grupo E
| Pos | Equipe        | Pts | J | V | E | D | GP | GC | SG  | Classificado |
| --- | ------------- | --- | - | - | - | - | -- | -- | --- | ------------ |
| 1   | Japão         | 9   | 3 | 3 | 0 | 0 | 13 | 1  | +12 | Fase final   |
| 2   | Áustria       | 6   | 3 | 2 | 0 | 1 | 5  | 4  | +1  | Fase final   |
| 3   | Gana          | 3   | 3 | 1 | 0 | 2 | 5  | 7  | −2  |              |
| 4   | Nova Zelândia | 0   | 3 | 0 | 0 | 3 | 2  | 13 | −11 |              |

| 2 de setembro | Gana           | 1 – 2     | Áustria                           | Estádio Metropolitano de Techo, Bogotá           |
| 17:00         | Nyamekye 90+1' | Relatório | Fankhauser 12' · Ojukwu 71' (pen) | Público: 1 405 Árbitro: KGZ Veronika Bernatskaia |

| 2 de setembro | Japão                                                                      | 7 – 0     | Nova Zelândia | Estádio Metropolitano de Techo, Bogotá    |
| 20:00         | Hijikata 16', 38' · Sasai 41', 90+1' · Oyama 45' · Koyama 60' · Hayama 75' | Relatório |               | Público: 1 045 Árbitro: CHI Dione Rissios |

| 5 de setembro | Japão                                                    | 4 – 1     | Gana               | Estádio Metropolitano de Techo, Bogotá      |
| 17:00         | Sasai 45' · Matsukubo 45+6' · Hayama 50' · Matsunaga 90' | Relatório | Nyamekye 83' (pen) | Público: 1 041 Árbitro: MEX Karen Hernández |

| 5 de setembro | Áustria                     | 3 – 1     | Nova Zelândia | Estádio Metropolitano de Techo, Bogotá |
| 20:00         | Gutmann 10', 15' · Mädl 67' | Relatório | Clegg 90'     | Público: 852 Árbitro: CIV Akissi Konan |

| 8 de setembro | Áustria | 0 – 2     | Japão             | Estádio Metropolitano de Techo, Bogotá           |
| 18:00         |         | Relatório | Hijikata 38', 79' | Público: 1 387 Árbitro: EGY Shahenda El-Maghrabi |

| 8 de setembro | Nova Zelândia | 1 – 3     | Gana                          | Estádio Pascual Guerrero, Cáli                  |
| 18:00         | Elliott 64'   | Relatório | Abdulai 59', 72' · Twum 90+6' | Público: 1 613 Árbitro: COL María Victoria Daza |

### Grupo F
| Pos | Equipe          | Pts | J | V | E | D | GP | GC | SG  | Classificado |
| --- | --------------- | --- | - | - | - | - | -- | -- | --- | ------------ |
| 1   | Coreia do Norte | 9   | 3 | 3 | 0 | 0 | 17 | 2  | +15 | Fase final   |
| 2   | Países Baixos   | 4   | 3 | 1 | 1 | 1 | 5  | 5  | 0   | Fase final   |
| 3   | Argentina       | 4   | 3 | 1 | 1 | 1 | 6  | 9  | −3  | Fase final   |
| 4   | Costa Rica      | 0   | 3 | 0 | 0 | 3 | 0  | 12 | −12 |              |

| 2 de setembro | Coreia do Norte | 6 – 2     | Argentina        | Estádio Pascual Guerrero, Cáli               |
| 17:00         | Pak Mi-ryong 6' · Jon Ryong-jong 10' · Aprile 45+2' (g.c.) · Hyang Sin 47' · Choe Il-son 75' · Choe Kang-ryon 90+2' | Relatório | Núñez 45+5', 82' | Público: 1 428 Árbitro: MKD Ivana Projkovska |

| 2 de setembro | Costa Rica | 0 – 2     | Países Baixos                   | Estádio Pascual Guerrero, Cáli           |
| 20:00         |            | Relatório | Buurman 24' · Oude Elberink 76' | Público: 1 128 Árbitro: CIV Akissi Konan |

| 5 de setembro | Coreia do Norte | 9 – 0     | Costa Rica | Estádio Pascual Guerrero, Cáli            |
| 17:00         | Benavides 6' (g.c.) · Chae Un-yong 8' · Choe Il-son 28', 34' · Pak Mi-ryong 43' · Kim Song-gyong 49', 55' · Jong Kum 69' · Choe Kang-ryon 85' | Relatório |            | Público: 1 446 Árbitro: CHI Dione Rissios |

| 5 de setembro | Países Baixos                                | 3 – 3     | Argentina                          | Estádio Pascual Guerrero, Cáli                   |
| 20:00         | Buurman 16' · Van Egmond 38' · Lacroix 45+2' | Relatório | Domínguez 43' · Rodríguez 48', 71' | Público: 1 886 Árbitro: KGZ Veronika Bernatskaia |

| 8 de setembro | Países Baixos | 0 – 2     | Coreia do Norte                  | Estádio Pascual Guerrero, Cáli             |
| 15:00         |               | Relatório | Choe Il-son 45+2' · Jong Kum 64' | Público: 2 113 Árbitro: GUA Astrid Gramajo |

| 8 de setembro | Argentina | 1 – 0     | Costa Rica | Estádio Metropolitano de Techo, Bogotá  |
| 15:00         | Núñez 18' | Relatório |            | Público: 1 669 Árbitro: CHN Dong Fangyu |

### Melhores terceiros colocados
As melhores quatro seleções terceiro colocadas nos grupos também avançam para as oitavas de final.
| Pos | Grp | Equipe        | Pts | J | V | E | D | GP | GC | SG | Classificado |
| --- | --- | ------------- | --- | - | - | - | - | -- | -- | -- | ------------ |
| 1   | B   | Canadá        | 4   | 3 | 1 | 1 | 1 | 12 | 5  | +7 | Fase final   |
| 2   | A   | Camarões      | 4   | 3 | 1 | 1 | 1 | 4  | 3  | +1 | Fase final   |
| 3   | D   | Coreia do Sul | 4   | 3 | 1 | 1 | 1 | 1  | 1  | 0  | Fase final   |
| 4   | F   | Argentina     | 4   | 3 | 1 | 1 | 1 | 6  | 9  | −3 | Fase final   |
| 5   | E   | Gana          | 3   | 3 | 1 | 0 | 2 | 5  | 7  | −2 |              |
| 6   | C   | Paraguai      | 3   | 3 | 1 | 0 | 2 | 2  | 9  | −7 |              |

## Fase final
|  | Oitavas de final                 | Oitavas de final          |                                  |       | Quartas de final     | Quartas de final |                                  |                                  | Semifinais | Semifinais |  |  | Final | Final |
|  |                                  |                           |                                  |       |                      |                  |                                  |                                  |            |            |  |  |       |       |
|  | 11 de setembro – Bogotá (Campín) |                           |                                  |       |                      |                  |                                  |                                  |            |            |  |  |       |       |
|  |                                  |                           |                                  |       |                      |                  |                                  |                                  |            |            |  |  |       |       |
|  | México                           | 2                         |                                  |       |                      |                  |                                  |                                  |            |            |  |  |       |       |
|  | México                           | 2                         | 15 de setembro – Cáli            |       |                      |                  |                                  |                                  |            |            |  |  |       |       |
|  | Estados Unidos (pro)             | 3                         |                                  |       |                      |                  |                                  |                                  |            |            |  |  |       |       |
|  | Estados Unidos (pro)             | 3                         | Estados Unidos (pen)             | 2 (3) |                      |                  |                                  |                                  |            |            |  |  |       |       |
|  | 12 de setembro – Bogotá (Techo)  |                           | Estados Unidos (pen)             | 2 (3) |                      |                  |                                  |                                  |            |            |  |  |       |       |
|  |                                  | Alemanha                  | 2 (1)                            |       |                      |                  |                                  |                                  |            |            |  |  |       |       |
|  | Alemanha                         | Alemanha                  | 2 (1)                            | 5     |                      |                  |                                  |                                  |            |            |  |  |       |       |
|  | Alemanha                         |                           | 18 de setembro – Cáli            | 5     |                      |                  |                                  |                                  |            |            |  |  |       |       |
|  | Argentina                        | 1                         |                                  |       |                      |                  |                                  |                                  |            |            |  |  |       |       |
|  | Argentina                        | 1                         | Estados Unidos                   | 0     |                      |                  |                                  |                                  |            |            |  |  |       |       |
|  | 11 de setembro – Bogotá (Campín) |                           | Estados Unidos                   | 0     |                      |                  |                                  |                                  |            |            |  |  |       |       |
|  |                                  | Coreia do Norte           | 1                                |       |                      |                  |                                  |                                  |            |            |  |  |       |       |
|  | Brasil (pro)                     | Coreia do Norte           | 1                                | 3     |                      |                  |                                  |                                  |            |            |  |  |       |       |
|  | Brasil (pro)                     | 15 de setembro – Medellín |                                  | 3     |                      |                  |                                  |                                  |            |            |  |  |       |       |
|  | Camarões                         | 1                         |                                  |       |                      |                  |                                  |                                  |            |            |  |  |       |       |
|  | Camarões                         | 1                         | Brasil                           | 0     |                      |                  |                                  |                                  |            |            |  |  |       |       |
|  | 12 de setembro – Medellín        |                           | Brasil                           | 0     |                      |                  |                                  |                                  |            |            |  |  |       |       |
|  |                                  | Coreia do Norte           | 1                                |       |                      |                  |                                  |                                  |            |            |  |  |       |       |
|  | Coreia do Norte                  | Coreia do Norte           | 1                                | 5     |                      |                  |                                  |                                  |            |            |  |  |       |       |
|  | Coreia do Norte                  |                           | 22 de setembro – Bogotá (Campín) | 5     |                      |                  |                                  |                                  |            |            |  |  |       |       |
|  | Áustria                          | 2                         |                                  |       |                      |                  |                                  |                                  |            |            |  |  |       |       |
|  | Áustria                          | 2                         | Coreia do Norte                  | 1     |                      |                  |                                  |                                  |            |            |  |  |       |       |
|  | 12 de setembro – Bogotá (Techo)  |                           | Coreia do Norte                  | 1     |                      |                  |                                  |                                  |            |            |  |  |       |       |
|  |                                  | Japão                     | 0                                |       |                      |                  |                                  |                                  |            |            |  |  |       |       |
|  | Japão                            | Japão                     | 0                                | 2     |                      |                  |                                  |                                  |            |            |  |  |       |       |
|  | Japão                            | 15 de setembro – Medellín |                                  | 2     |                      |                  |                                  |                                  |            |            |  |  |       |       |
|  | Nigéria                          | 1                         |                                  |       |                      |                  |                                  |                                  |            |            |  |  |       |       |
|  | Nigéria                          | 1                         | Japão                            | 1     |                      |                  |                                  |                                  |            |            |  |  |       |       |
|  | 11 de setembro – Cáli            |                           | Japão                            | 1     |                      |                  |                                  |                                  |            |            |  |  |       |       |
|  |                                  | Espanha                   | 0                                |       |                      |                  |                                  |                                  |            |            |  |  |       |       |
|  | Espanha                          | Espanha                   | 0                                | 2     |                      |                  |                                  |                                  |            |            |  |  |       |       |
|  | Espanha                          |                           | 18 de setembro – Cáli            | 2     |                      |                  |                                  |                                  |            |            |  |  |       |       |
|  | Canadá                           | 1                         |                                  |       |                      |                  |                                  |                                  |            |            |  |  |       |       |
|  | Canadá                           | 1                         | Japão                            | 2     |                      |                  |                                  |                                  |            |            |  |  |       |       |
|  | 12 de setembro – Medellín        |                           | Japão                            | 2     |                      |                  |                                  |                                  |            |            |  |  |       |       |
|  |                                  | Países Baixos             | 0                                |       | Terceiro lugar       | Terceiro lugar   |                                  |                                  |            |            |  |  |       |       |
|  | França                           | Países Baixos             | 0                                | 1     | Terceiro lugar       | Terceiro lugar   |                                  |                                  |            |            |  |  |       |       |
|  | França                           | 15 de setembro – Cáli     | 15 de setembro – Cáli            | 1     |                      |                  | 21 de setembro – Bogotá (Campín) | 21 de setembro – Bogotá (Campín) |            |            |  |  |       |       |
|  | Países Baixos (pro)              | 15 de setembro – Cáli     | 15 de setembro – Cáli            | 2     |                      |                  | 21 de setembro – Bogotá (Campín) | 21 de setembro – Bogotá (Campín) |            |            |  |  |       |       |
|  | Países Baixos (pro)              | Países Baixos (pen)       | 2 (3)                            | 2     | Estados Unidos (pro) | 2                |                                  |                                  |            |            |  |  |       |       |
|  | 11 de setembro – Cáli            | Países Baixos (pen)       | 2 (3)                            |       | Estados Unidos (pro) | 2                |                                  |                                  |            |            |  |  |       |       |
|  |                                  | Colômbia                  | 2 (0)                            |       | Países Baixos        | 1                |                                  |                                  |            |            |  |  |       |       |
|  | Colômbia                         | Colômbia                  | 2 (0)                            | 1     | Países Baixos        | 1                |                                  |                                  |            |            |  |  |       |       |
|  | Colômbia                         |                           |                                  | 1     |                      |                  |                                  |                                  |            |            |  |  |       |       |
|  | Coreia do Sul                    | 0                         |                                  |       |                      |                  |                                  |                                  |            |            |  |  |       |       |
|  | Coreia do Sul                    | 0                         |                                  |       |                      |                  |                                  |                                  |            |            |  |  |       |       |

### Oitavas de final
| 11 de setembro | Brasil                                   | 3 – 1 (pro) | Camarões | Estádio El Campín, Bogotá                              |
| 16:30          | Priscila 35' (pen) · Dudinha 91', 120+4' | Relatório   | Eto 22'  | Público: 2 953 Árbitro: ITA Maria Sole Ferrieri Caputi |

| 11 de setembro | Espanha                  | 2 – 1     | Canadá     | Estádio Pascual Guerrero, Cáli              |
| 16:30          | Amezaga 65' · Lloris 81' | Relatório | Jourde 63' | Público: 10 409 Árbitro: KOR Oh Hyeon-jeong |

| 11 de setembro | México                    | 2 – 3 (pro) | Estados Unidos                        | Estádio El Campín, Bogotá                      |
| 20:00          | Vargas 22' · Saldívar 39' | Relatório   | Tordin 10' · Sentnor 27' · Dudley 97' | Público: 4 352 Árbitro: ROU Iuliana Demetrescu |

| 11 de setembro | Colômbia    | 1 – 0     | Coreia do Sul | Estádio Pascual Guerrero, Cáli                   |
| 20:00          | Caicedo 64' | Relatório |               | Público: 35 256 Árbitro: ESP Marta Huerta de Aza |

| 12 de setembro | Alemanha                                                 | 5 – 1     | Argentina    | Estádio Metropolitano de Techo, Bogotá           |
| 16:30          | Janzen 6' · Nachtigall 24', 37' · Bender 26' · Zicai 69' | Relatório | Lombardi 43' | Público: 1 354 Árbitro: EGY Shahenda El-Maghrabi |

| 12 de setembro | Coreia do Norte                                                             | 5 – 2     | Áustria                             | Estádio Atanasio Girardot, Medellín       |
| 16:30          | Hyang Sin 3', 37' · Kim Kang-mi 53' · Chae Un-yong 74' · Pak Mi-ryong 90+2' | Relatório | Mädl 11' · Han Hong-ryon 63' (g.c.) | Público: 1 788 Árbitro: CHI Dione Rissios |

| 12 de setembro | Japão                        | 2 – 1     | Nigéria         | Estádio Metropolitano de Techo, Bogotá    |
| 20:00          | Matsunaga 33' · Hijikata 65' | Relatório | Shobowale 90+1' | Público: 1 478 Árbitro: USA Natalie Simon |

| 12 de setembro | França      | 1 – 2 (pro) | Países Baixos                 | Estádio Atanasio Girardot, Medellín         |
| 20:00          | Mossard 33' | Relatório   | Van Beijeren 59' · Stoit 103' | Público: 3 157 Árbitro: CRO Ivana Martinčić |

### Quartas de final
| 15 de setembro | Brasil | 0 – 1     | Coreia do Norte  | Estádio Atanasio Girardot, Medellín             |
| 14:30          |        | Relatório | Chae Un-yong 49' | Público: 5 844 Árbitro: ESP Marta Huerta de Aza |

| 15 de setembro | Países Baixos          | 2 – 2 (pro) | Colômbia        | Estádio Pascual Guerrero, Cáli           |
| 16:30          | Stoit 37' · Weiman 85' | Relatório   | Torres 14', 63' | Público: 37 382 Árbitro: CHN Dong Fangyu |

|                          |       | Penalidades              |  |
| De Ridder Kroese Buikema | 3 – 0 | Rodríguez Osorio Ortegón |  |

| 15 de setembro | Japão       | 1 – 0 (pro) | Espanha | Estádio Atanasio Girardot, Medellín         |
| 18:00          | Yoneda 102' | Relatório   |         | Público: 4 583 Árbitro: URU Anahí Fernández |

| 15 de setembro | Estados Unidos                   | 2 – 2 (pro) | Alemanha                       | Estádio Pascual Guerrero, Cáli             |
| 20:15          | Dudley 90+8' · Veit 90+9' (g.c.) | Relatório   | Zicai 61' (pen) · Bender 90+2' | Público: 3 500 Árbitro: KOR Oh Hyeon-jeong |

|                        |       | Penalidades                 |  |
| Sentnor Klenke Jackson | 3 – 1 | Veit Platner Diehm Şehitler |  |

### Semifinais
| 18 de setembro | Estados Unidos | 0 – 1     | Coreia do Norte | Estádio Pascual Guerrero, Cáli              |
| 16:30          |                | Relatório | Choe Il-son 22' | Público: 5 439 Árbitro: CRO Ivana Martinčić |

| 18 de setembro | Japão              | 2 – 0     | Países Baixos | Estádio Pascual Guerrero, Cáli              |
| 20:00          | Matsukubo 55', 83' | Relatório |               | Público: 8 733 Árbitro: MEX Karen Hernández |

### Terceiro lugar
| 21 de setembro | Estados Unidos                    | 2 – 1 (pro) | Países Baixos | Estádio El Campín, Bogotá                         |
| 16:00          | Sentnor 10' · Buikema 119' (g.c.) | Relatório   | Lacroix 26'   | Público: 11 008 Árbitro: EGY Shahenda El-Maghrabi |

### Final
| 22 de setembro | Coreia do Norte | 1 – 0     | Japão | Estádio El Campín, Bogotá                               |
| 16:00          | Choe Il-son 15' | Relatório |       | Público: 32 908 Árbitro: ITA Maria Sole Ferrieri Caputi |

## Premiações
| Copa do Mundo de Futebol Feminino Sub-20 de 2024 |
| Coreia do Norte                                  |
| ------------------------------------------------ |
| COREIA DO NORTE Campeã (3.º título)              |

### Individuais
As principais premiações individuais foram as seguintes:
| Chuteira de Ouro | Bola de Ouro    | Luva de Ouro       | Fair Play |
| ---------------- | --------------- | ------------------ | --------- |
| PRK Choe Il-son  | PRK Choe Il-son | NED Femke Liefting | Japão     |

## Artilharia
6 gols (1)
- PRK Choe Il-son

5 gols (2)
- BRA Vendito
- JPN Maya Hijikata

4 gols (6)
- CAN Annabelle Chukwu
- CMR Naomi Eto
- FRA Dona Scannapiéco
- FRA Liana Joseph
- GER Loreen Bender
- USA Pietra Tordin

3 gols (11)
- ARG Kishi Núñez
- BRA Priscila
- ESP Jone Amezaga
- GER Cora Zicai
- GER Sophie Nachtigall
- JPN Chinari Sasai
- JPN Manaka Matsukubo
- PRK Chae Un-yong
- PRK Hyang Sin
- PRK Pak Mi-ryong
- USA Ally Sentnor

2 gols (26)
- ARG Serena Rodríguez
- AUT Sarah Gutmann
- AUT Valentina Mädl
- BRA Dudinha
- BRA Vitória Amaral
- CAN Kayla Briggs
- CAN Olivia Smith
- COL Karla Torres
- COL Linda Caicedo
- GHA Salamatu Abdulai
- GHA Stella Nyamekye
- JPN Miku Hayama
- JPN Miyu Matsunaga
- MEX Montserrat Saldívar
- NED Fleur Stoit
- NED Robine Lacroix
- NED Veerle Buurman
- NGA Chiamaka Okwuchukwu
- NGA Flourish Sabastine
- PAR Fátima Acosta
- PRK Choe Kang-ryon
- PRK Jong Kum
- PRK Kim Song-gyong
- USA Jordynn Dudley
- USA Maddie Dahlien
- USA Yuna McCormack

1 gol (55)
- ARG Delfina Lombardi
- ARG Sofía Domínguez
- AUT Hannah Fankhauser
- AUT Nicole Ojukwu
- BRA Carol
- BRA Fernanda
- BRA Gisele
- BRA Lara
- BRA Milena
- CAN Ella McBride
- CAN Ella Ottey
- CAN Florianne Jourde
- CAN Nyah Rose
- CAN Zoe Markesini
- CMR Achta Toko Njoya
- COL Mary Espitaleta
- COL Yésica Muñoz
- COL Yunaira López
- ESP Lucía Moral
- ESP Nahia Aparicio
- ESP Olaya Enrique
- ESP Silvia Lloris
- FRA Chloé Neller
- FRA Hillary Diaz
- FRA Juliette Mossard
- FRA Mélinda Mendy
- FRA Pauline Haugou
- FRA Romane Lejeune
- GER Alara Şehitler
- GER Marie Steiner
- GER Mathilde Janzen
- GER Sarah Ernst
- GER Sofie Zdebel
- GHA Tracey Twum
- JPN Aemu Oyama
- JPN Hiromi Yoneda
- JPN Shinomi Koyama
- KOR Park Soo-jeong
- MEX Alejandra Lomelí
- MEX Fátima Servín
- MEX Paola García
- MEX Valerie Vargas
- NED Bo van Egmond
- NED Eva Oude Elberink
- NED Inske Weiman
- NED Jet van Beijeren
- NGA Amina Bello
- NGA Joy Igbokwe
- NGA Olushola Shobowale
- NZL Manaia Elliott
- NZL Milly Clegg
- PRK Jon Ryong-jong
- PRK Kim Kang-mi
- USA Gisele Thompson
- VEN Floriangel Apóstol

Gols contra (7)
- ARG Paulina Aprile (para a Coreia do Norte)
- CRC Saray Benavides (para a Coreia do Norte)
- FIJ Angeline Rekha (para a França)
- GER Jella Veit (para os Estados Unidos)
- GER Rebecca Adamczyk (para a Venezuela)
- NED Nayomi Buikema (para os Estados Unidos)
- PRK Han Hong-ryon (para a Áustria)